# Hemboog
De Hemboog is een 3,3 kilometer lang spoorwegtraject aan de zuidwestkant van het station Amsterdam Sloterdijk, dat een rechtstreekse verbinding mogelijk maakt tussen het noorden van Noord-Holland en de luchthaven Schiphol.
Op 13 december 2003 werd het traject geopend door minister Karla Peijs van Verkeer en Waterstaat. Diezelfde dag opende de minister overigens ook de Gooiboog.

## Verbinding

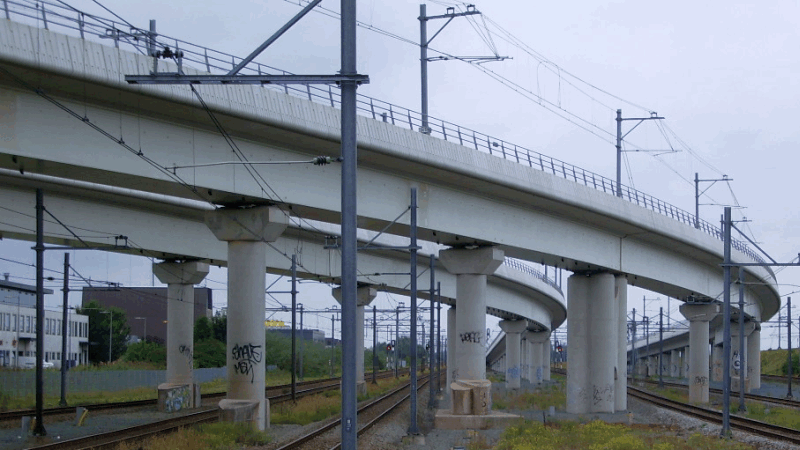
Viaduct in de Hemboog, gezien vanaf station Sloterdijk in de richting van Haarlem/Zaandam.

De Hemboog verbindt de spoorlijn Zaandam - Amsterdam Centraal met de lijn Amsterdam Centraal - Schiphol (over de Westtak van de Ringspoorbaan) ter hoogte van station Sloterdijk. De dubbelsporige lijn loopt, op 13 meter hoogte, door Westpoort, tussen de Hemtunnel en station Amsterdam Lelylaan, en is over de hele lengte als spoorviaduct uitgevoerd. De noordelijke helft bestaat uit twee viaducten naast elkaar, per rijrichting. Deze viaducten kruisen ook de spoorlijn naar Haarlem maar sluiten hier niet op aan.

## Bouw
De Hemboog heeft 146 miljoen euro gekost en is in opdracht van ProRail aangelegd door Ballast Nedam Infra in samenwerking met Heijmans Beton & Waterbouw. In maart 2001 werden de voorbereidende werkzaamheden opgeschort omdat op het traject egels in winterslaap werden aangetroffen. Bij aansluiting van de Hemboog op de Zaanlijn traden hardnekkige seinstoringen op, doordat het beveiligingssysteem van de Hemboog niet goed met dat van de Zaanlijn samenwerkte.
Om de bouw van de boog mogelijk te maken was het noodzakelijk het in 1986 geopende treinstation Amsterdam De Vlugtlaan te slopen.

## Voordelen
De door de Hemboog bereikte tijdwinst bedraagt circa 10 minuten. Voor de opening van de perrons van station Sloterdijk in de Hemboog reed er slechts eenmaal per uur per richting een stoptrein Hoorn Kersenboogerd – Hoofddorp.
De oorspronkelijke bedoeling van de Hemboog was het ontlasten van Amsterdam Centraal. Daar kwam bij dat de NS de bedoeling hadden dat station Schiphol Airport een nieuw knooppunt van het spoorwegnet zou worden. Met de bouw van verbindingsbogen als de Hemboog en de Utrechtboog is Schiphol vanuit meer delen van het land direct bereikbaar geworden.

## Station Amsterdam Sloterdijk
Het nieuwste deel van station Amsterdam Sloterdijk, met spoornummers 9 en 10, ligt aan de Hemboog. Het is een gescheiden gedeelte met een aparte ingang aan het Orlyplein.
Bij de bouw van de Hemboog was al rekening gehouden met deze uitbreiding, ter hoogte van station Sloterdijk liggen de beide sporen ver uit elkaar, zodat hier een eilandperron tussen de sporen gebouwd kon worden. Dit nieuwe perron maakt het mogelijk dat treinen die over de Hemboog rijden bij station Sloterdijk te laten stoppen. De uitbreiding van het station is 14 december 2008, met de dienstregeling van 2009, in gebruik genomen. De frequentie van de treindienst over de Hemboog is tegelijk verhoogd naar 2x per uur. Het betreft treinserie 3300 (sprinter Hoorn Kersenboogerd - Hoofddorp). Hiervoor reed de trein slechts 1 keer per uur per richting over de Hemboog.
Boven het perron en de sporen is een grote glazen kap, met een frame van staal, verrezen, een ontwerp van de architecte Wienke Scheltens voor het ingenieursbureau Movares. Van Hattum en Blankevoort en Hollandia hebben de overkapping gebouwd. De overkapping is in 2010 bekroond met de Nationale Staalprijs.

## Treindienst
Tussen 2003 en 2008 reed 1 keer per uur een stoptrein Hoorn (Kersenboogerd) - Hoofddorp over de Hemboog. Mede doordat de Hemboog geen perron had in Sloterdijk en de overstap van deze trein in Zaandam op de treinen naar Uitgeest en Alkmaar tot bijna 30 minuten duurde werd de trein aanvankelijk weinig gebruikt.
Toen in 2008 het station Sloterdijk geopend werd aan de Hemboog werd de frequentie van de stoptrein verhoogd naar 2 keer per uur. Ook doordat bij de grootschalige veranderingen van dienstregeling 2007 alle treinen naar Alkmaar in Zaandam gingen stoppen kwamen meer reizigers in de trein. Omdat daarnaast de stoptrein tussen Hoorn en Hoofddorp 2 keer per uur ging rijden, kon van de stoptrein Enkhuizen - Hoorn - Amsterdam Centraal een intercity gemaakt worden. Daardoor waren reizigers uit Purmerend aangewezen op deze stoptrein naar Hoofddorp als ze richting Amsterdam Sloterdijk wilden reizen.
| Serie | Treinsoort    | Route                                                                            | Bijzonderheden |
| ----- | ------------- | -------------------------------------------------------------------------------- | -------------- |
| 4100  | Sprinter (NS) | Hoofddorp – Schiphol Airport – Zaandam – Purmerend – Hoorn – Hoorn Kersenboogerd |                |

## Materieel
Tussen 2003 en 2008 reed voornamelijk 1 treinstel van het type Plan V over de boog. Later werden dit 2 treinstellen. Af en toe dook ook een DD-AR-dubbeldekker op in sommige ritten. In de dienstregeling van 2008 en 2009 reden de DD-AR dubbeldekkers bijna alle ritten. Enkele ritten werden nog uitgevoerd met Plan V of SGM-treinstellen. Sinds de dienstregeling van 2010 hebben de SGM aangevuld met SLT de ritten overgenomen. Sinds de dienstregeling van 2014 werden alle ritten gereden met SLT. Sinds de dienstregeling van 2019 worden alle ritten gereden met SNG.